# Easton (hrabstwo Marathon)
Easton – miasto w Stanach Zjednoczonych, w stanie Wisconsin, w hrabstwie Marathon.